# ロンドン・ヒースロー空港

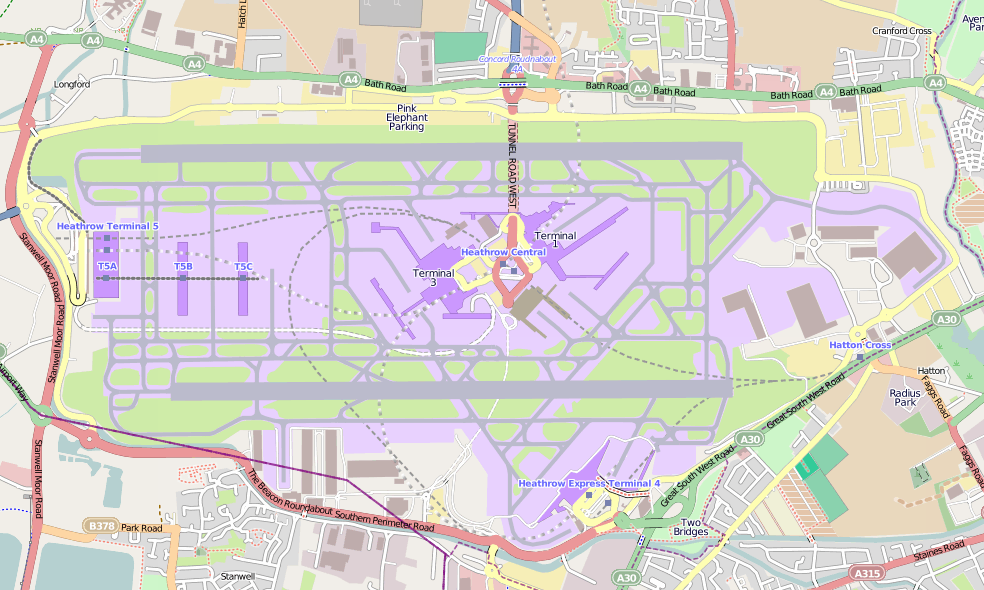
滑走路とターミナル

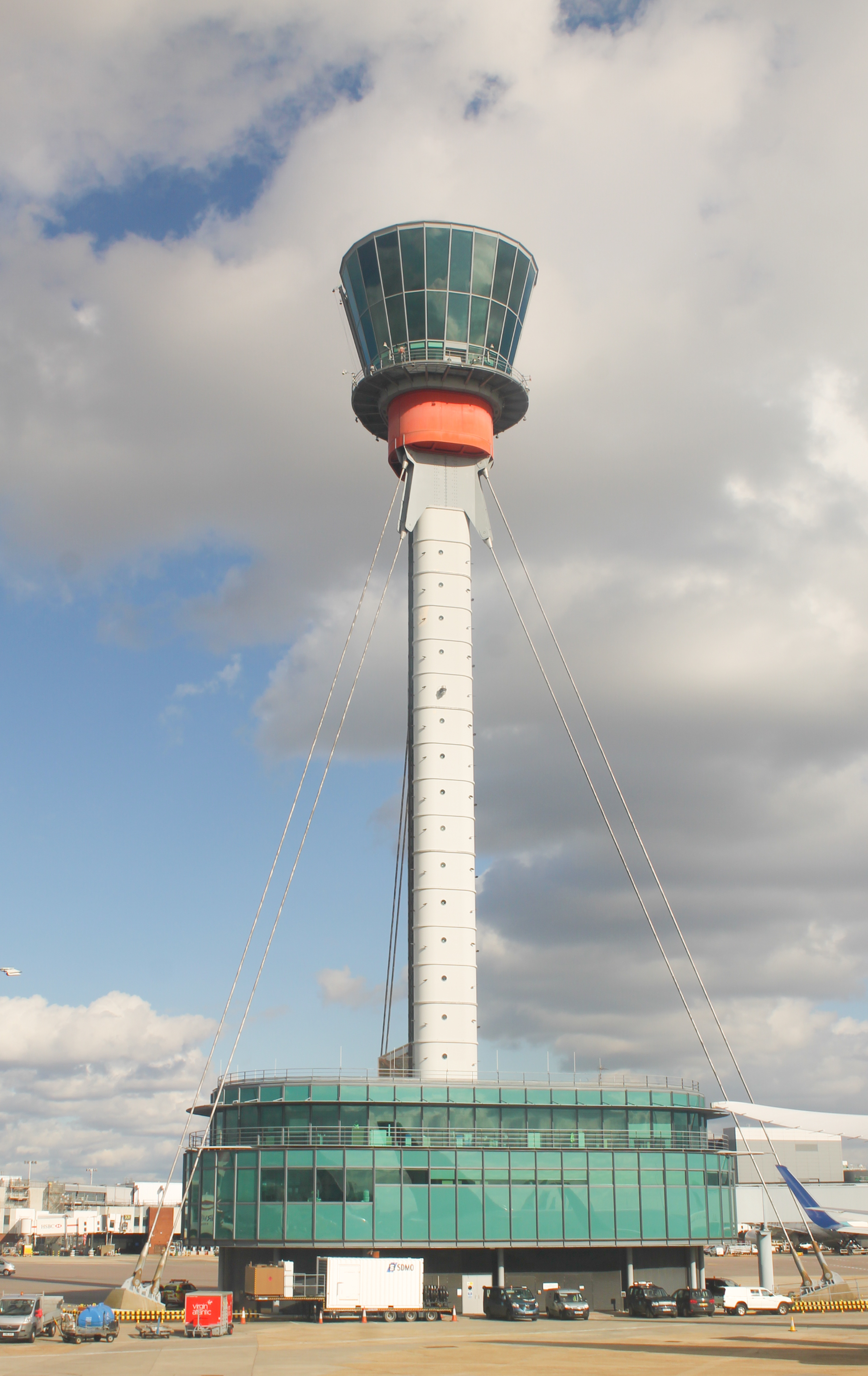
管制塔

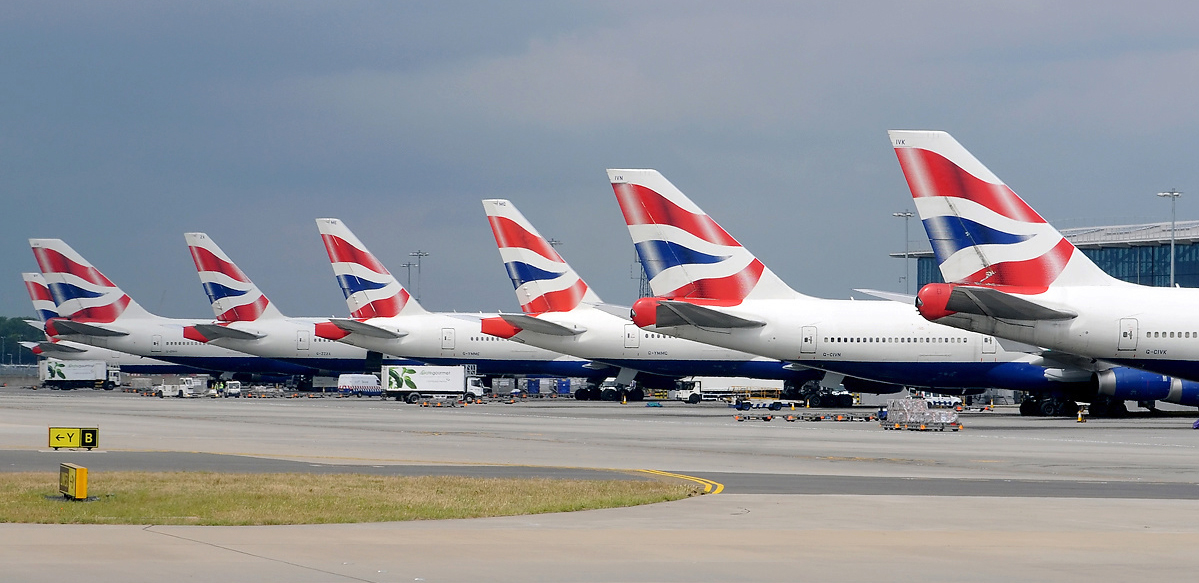
ヒースロー空港をハブにするブリティッシュ・エアウェイズ

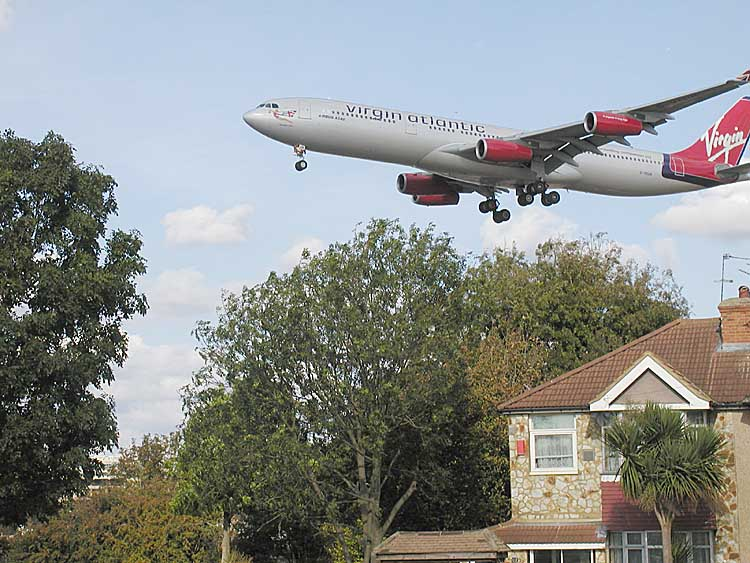
住宅地の上を飛ぶエアバスA340

ロンドン・ヒースロー空港（ロンドン・ヒースローくうこう、英語: Heathrow Airport）は、イギリスの首都ロンドンの西部にあるイギリス最大の空港。国際空港評議会の集計による国際線利用者数は2019年が約7604万人で、ドバイ国際空港に次ぎ世界第2位。2013年まで世界一の空港だった。所有・運営は、民間会社のヒースロー・エアポート・ホールディングスである。空港コードはLHR (IATA) ／EGLL (ICAO) 。ブリティッシュ・エアウェイズ、ヴァージン・アトランティック航空のハブ空港になっている。

## 概要
1959年にクロイドン空港が閉鎖したことに伴い、ロンドンを代表する国際空港となった。滑走路は並行に2本あり、それぞれ3,902 m、3,658 mの長さを持ち、パリのシャルル・ド・ゴール空港、フランクフルトのフランクフルト空港、アムステルダムのスキポール空港と並び、ヨーロッパの大規模空港である。旅客ターミナル4つと貨物ターミナル1つを持つ。グレーター・ロンドンの西端に位置し、ロンドン中心市街地などとのアクセスは比較的便利なものの、周辺を住宅地に囲まれていることから騒音規制が厳しいことでも有名である。
この空港には通常の計器着陸装置（ILS）だけでなく、MLS（マイクロ波着陸装置）と呼ばれる航法施設も設置されている。

### ターミナル再編
2015年6月をもって老朽化したターミナル1が閉鎖され、解体された。跡地には2014年6月4日に第一次建て替えが完了したターミナル2をさらに拡張する形で第二次工事が行われた。それによりターミナル1は欠番となったが、利用者の混乱を招くことから今のところターミナルの番号を1を先頭に揃え直す予定は無い。また、同時にロンドン地下鉄ピカデリー線の駅名やナショナル・レールの副駅名は1を省いたものに変更されている。
航空ファンにヒースロー空港名物として親しまれていた「飛行機の踏切」は、ターミナル2の閉鎖後の道路の付け替えにより見られなくなった。

## 各ターミナルの概況
2024年4月現在。
乗り入れ航空会社は基本として航空連合別にターミナルが振り分けられている。太字は本空港を拠点とする航空会社。

### ターミナル2（The Queen's Terminal）
スターアライアンス加盟の航空会社が中心となるターミナルである。T2以外のターミナルでは、スターアライアンスの航空会社は乗り入れしていない。

#### スターアライアンス（23社）
エーゲ航空、エア・カナダ、中国国際航空、エア・インディア、全日本空輸、アシアナ航空、オーストリア航空、アビアンカ航空、ブリュッセル航空、クロアチア航空、エジプト航空、エチオピア航空、エバー航空、LOTポーランド航空、ルフトハンザドイツ航空、スカンジナビア航空、深圳航空、シンガポール航空、スイス国際航空、TAPポルトガル航空、タイ国際航空、ターキッシュ エアラインズ、ユナイテッド航空

#### 航空連合未加盟（6社）
エアリンガス、北京首都航空、ユーロウイングス、アイスランド航空、ジェットブルー航空、ローガンエアー

### ターミナル3
ワンワールド加盟の航空会社が中心となるターミナルである。一部のスカイチーム加盟航空会社も乗り入れる。

#### ワンワールド（8社）
アメリカン航空、ブリティッシュ・エアウェイズ（一部路線）、キャセイパシフィック航空、フィンエアー、日本航空、カンタス航空、ロイヤル・ヨルダン航空、スリランカ航空

#### スカイチーム（5社）
アエロメヒコ航空、チャイナエアライン、デルタ航空、ミドル・イースト航空、ヴァージン・アトランティック航空

#### 航空連合未加盟（6社）
エミレーツ航空、海南航空、イラン航空、LATAM ブラジル、天津航空、ビスタラ

### ターミナル4
スカイチーム加盟の航空会社が多いターミナルである。ただし、T2やT3と比較すると（主に中東方面の）ノンアライアンス航空会社が比較的多く、一部のワンワールド加盟航空会社も乗り入れる。

#### スカイチーム（8社）
エールフランス、中国東方航空、ケニア航空、KLMオランダ航空、大韓航空、サウディア、タロム航空、ベトナム航空

#### ワンワールド（4社）
マレーシア航空、オマーン・エア、カタール航空、ロイヤル・エア・モロッコ

#### 航空連合未加盟（19社）
アルジェリア航空、エア・アスタナ、エア・セルビア、アゼルバイジャン航空、ビーマン・バングラデシュ航空、ブルガリア航空、中国南方航空、エル・アル航空、エティハド航空、ガルフ・エア、KMマルタ航空、クウェート航空、ロイヤルブルネイ航空、ルワンダ航空、チュニスエア、トルクメニスタン航空、ウズベキスタン航空、ブエリング航空、ウエストジェット航空

### ターミナル5
英国のフラッグ・キャリアであるブリティッシュ・エアウェイズ（BA）の専用ターミナルとなる。ただし、BAが属するIAG傘下のイベリア航空もT5に乗り入れる。

#### ワンワールド（2社）
ブリティッシュ・エアウェイズ、イベリア航空
本空港には、航空会社や利用クラスに関わらず有料で利用できる空港ラウンジ（Plaza Premium Lounge）も設けられている。

## 歴史

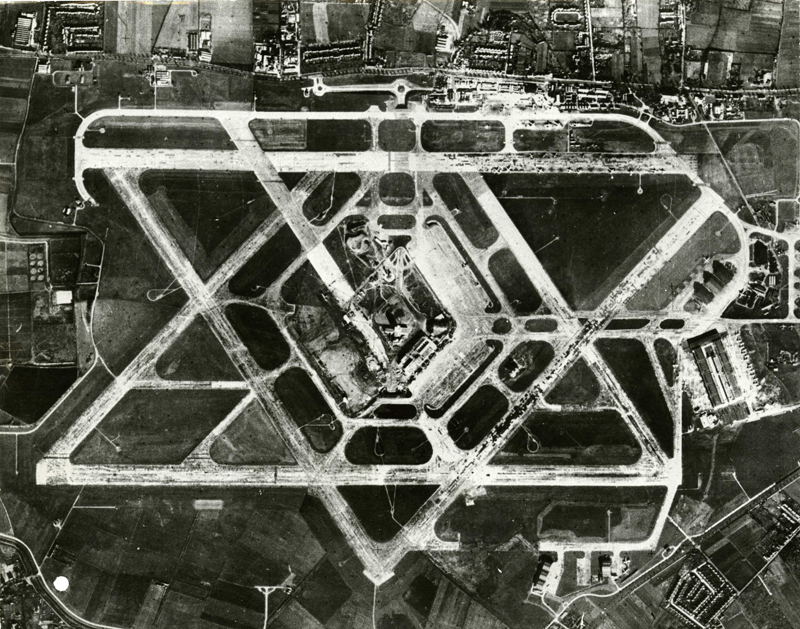
上空から（1955年）

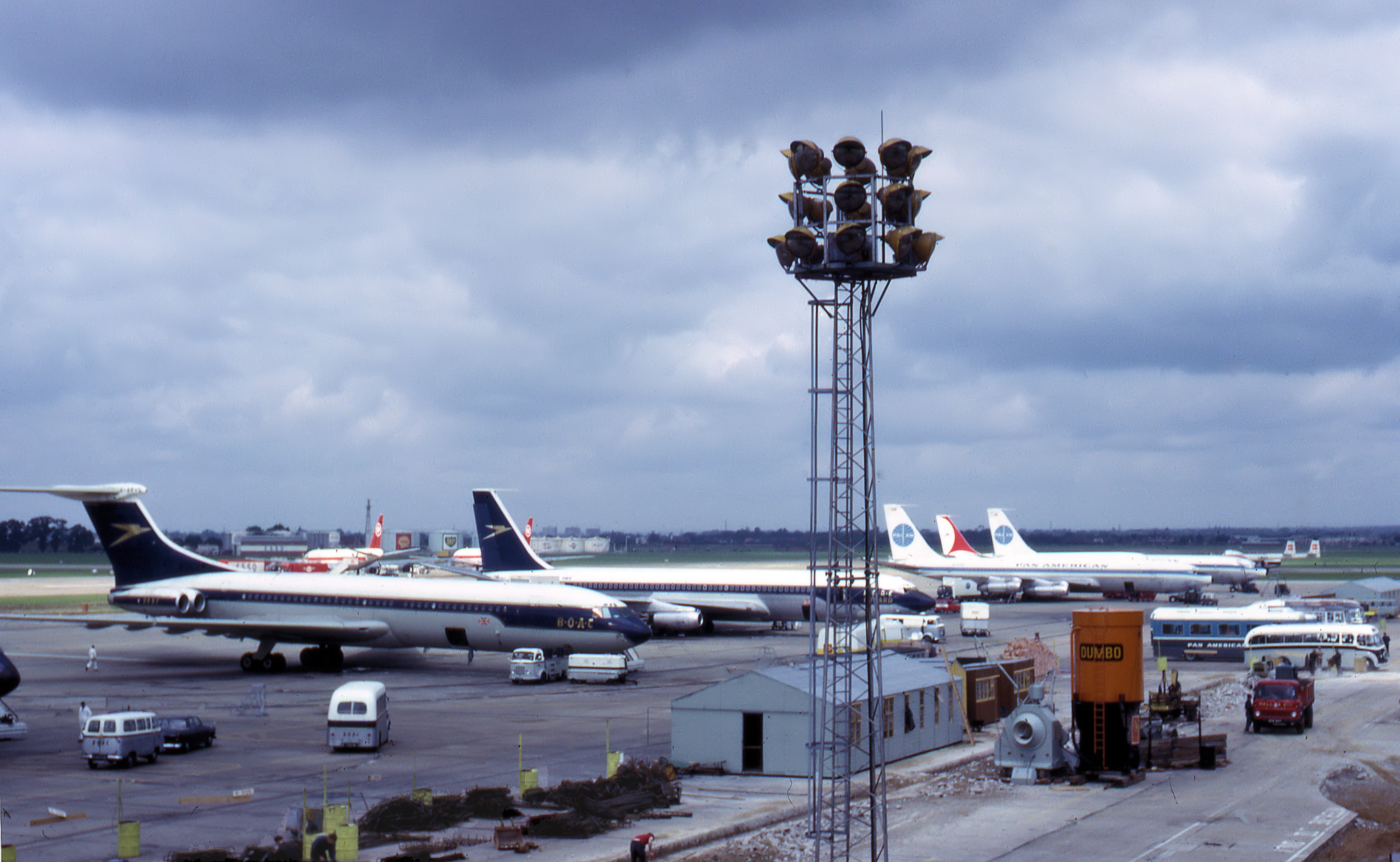
スポット周辺（1965年）

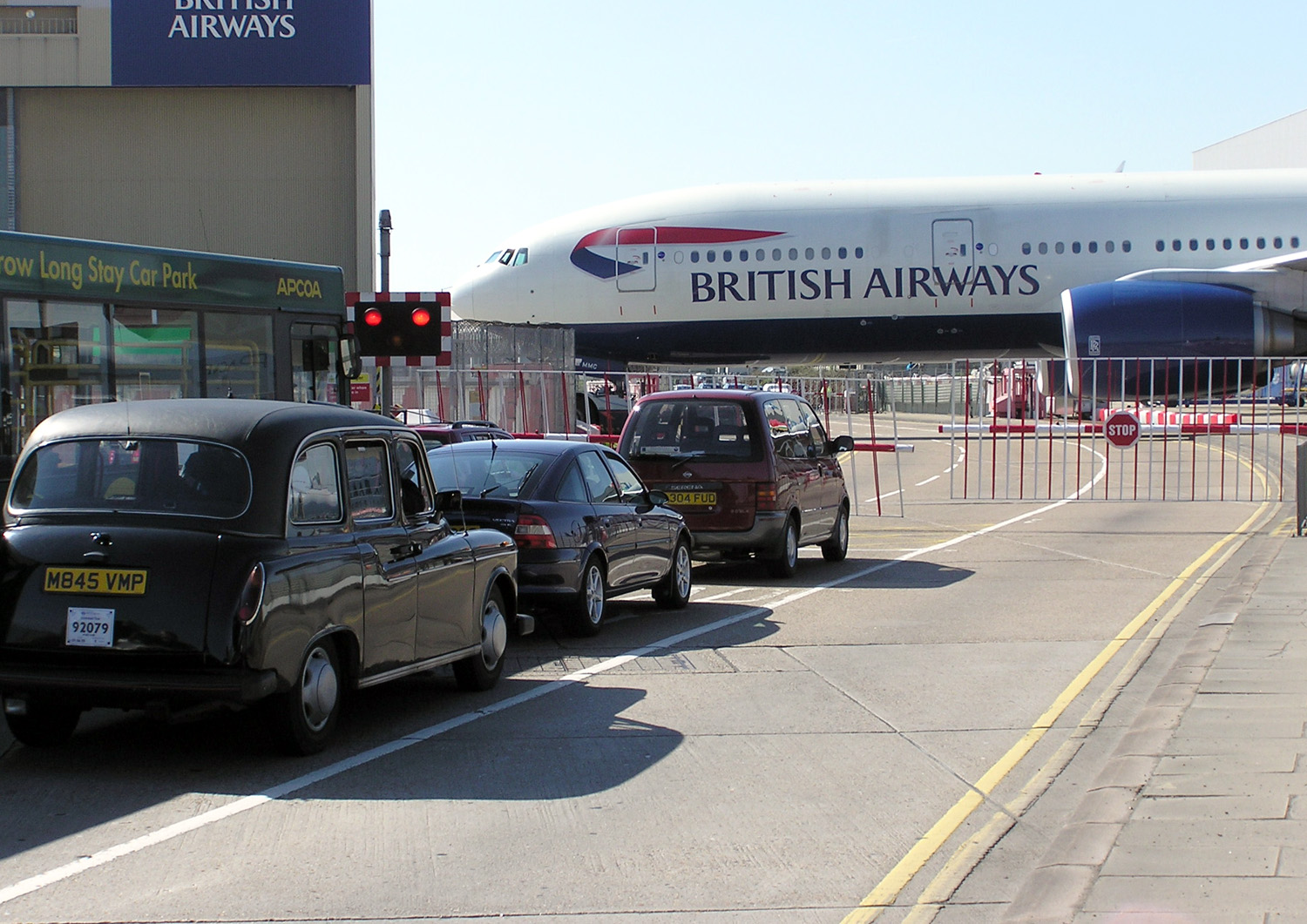
かつて存在した整備地区の「飛行機の踏切」

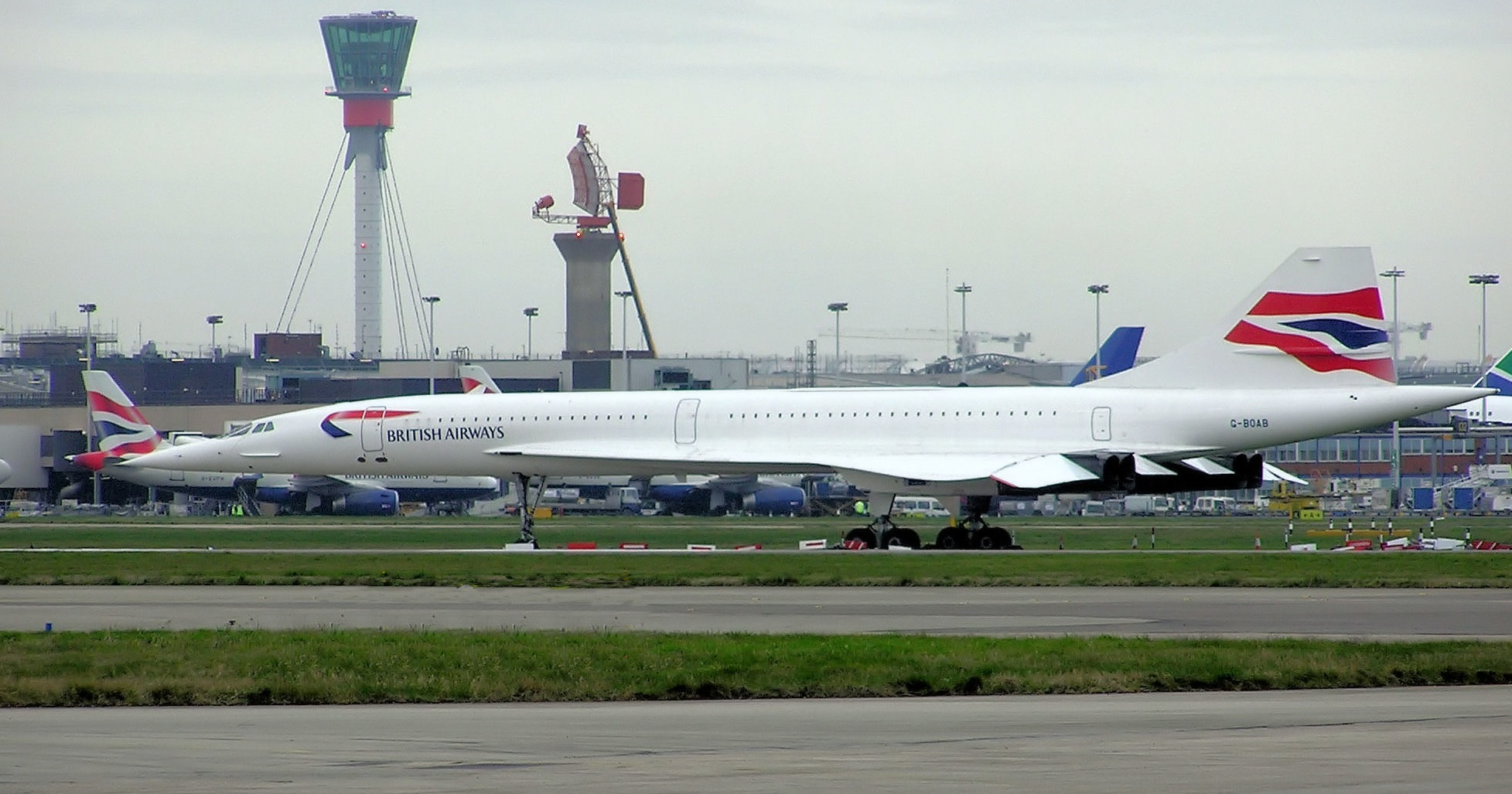
ブリティッシュ・エアウェイズのコンコルド

### 開港
1929年に、「グレート・ウェスタン・エアロドローム (Great Western Aerodrome) 」という飛行場が出来たのが最初である。この飛行場はフェアリー・アビエーションの私有で、航空機の組み立ておよびテストに使用された。ヒースロー空港の名前の由来は、空港完成時に消滅した「ヒース・ロー（Heath Row、ヒース通り）」という道もしくは集落の名前からきている。

### 第二次世界大戦前後
第二次世界大戦が始まると、ロンドンの南にあったクロイドン空港の代替として少量の商業空輸が取り扱われるようになったが、1944年に、イギリス空軍に接収された。1945年一本目の滑走路が建設完了した。第二次世界大戦終戦後の1946年1月には、イギリス民間航空局に返還され、1946年3月31日、民間空港として開港し、同年5月31日に商用飛行を開始した。

### ジェット機向け改修
この頃の当空港の滑走路は、プロペラ機用の短いものであった。またあらゆる風の向きでも離着陸可能なように交差していたため、1952年に就航した初のジェット旅客機であるデ・ハビランド DH.106 コメットの就航を受けて、近代的な配置へと改良が進められた。
コメットが初就航した翌年の1953年に新滑走路が完成し、エリザベス2世女王が招かれて、新しい滑走路オープンの記念式典が行われた。

### ターミナル増築
1955年にヨーロッパビル（旧ターミナル2）がオープン。すぐに、現在のターミナル3が開業した。そして、1959年にクロイドン空港が閉鎖したことによりロンドンを代表する国際空港となり、ボーイング707やダグラス DC-8、ビッカース VC-10などの大型ジェット旅客機の相次ぐ乗り入れや、インドやパキスタン、ジャマイカやマレーシアなど、1940年代から1960年代にかけて相次いで独立した旧植民地からの航空会社の乗り入れや、日本（日本航空）やブラジル、メキシコなどからの長距離便の乗り入れも急増し、乗客が増加したことに対応して、1968年に旧ターミナル1が開業した。
1970年9月27日、アイルランド航空機に航空機に積み込まれる予定であった荷物がターミナル内で爆発する事件発生。小規模な火災が発生したが負傷者は無し。荷物からはマグネシウムを使用した起爆装置が発見された。

### ボーイング747とコンコルド就航
その後もボーイング747などの大型ジェット旅客機の相次ぐ乗り入れを受け、利用客数は増加を続けた。1970年にパンアメリカン航空がニューヨーク・ジョン・F・ケネディ空港からの初乗り入れ以来、BAはこの刺激を受けたことからニューヨーク、ロサンゼルス、そして当時イギリス領であった香港を経由して羽田へのフライトのために747を導入した。
1976年1月には世界初の超音速旅客機であるコンコルドがニューヨークとの間で就航を開始し、その後バーレーン - シンガポール線やバルバドス線にも就航した。

### 地下鉄開通
翌1977年にはロンドン地下鉄（ピカデリー線）が当空港とロンドン市内との間で開通した。

### 民営化
1986年に、サッチャー政権の民営化方針を受け、イギリス空港公団が民営化され、当空港の所有も委譲された。また、同年に南滑走路のさらに南側にターミナル4が開業した。サッチャー政権の産業構造改革により80年代後半から勢いを取り戻した英国経済に歩調を合わせるかのように、この頃のブリティッシュエアウェイズは、日本の成田空港以外の直行便就航地を精力的に拡大した時期にあたり、1990年代中盤まで名古屋空港（小牧空港時代）などにも当空港からの路線を開設していた。
それまでロンドン市内と当空港を結ぶ直通鉄道がなかったために、直通鉄道の必要性が議論されていたが、ようやく1998年にロンドン・パディントン駅 - 当空港を結ぶ直通鉄道であるヒースロー・エクスプレスが開通した。

### テロ未遂事件
2006年8月にアメリカ行き便を狙ったテロ事件未遂が起こったため、セキュリティが強化され、液体や携帯電話・iPodの機内への持ち込みが禁止されるなど、厳しい制限が行われた。また、出発済みの便を除く当空港へ向かう全ての便が欠航になった（→「ロンドン旅客機爆破テロ未遂事件」参照）。
現在ではセキュリティ・アラートが1段階下げられ、手荷物一人当たり1個のみとなり、また電子機器類の持ち込みは許可されている。また北米 (アメリカ合衆国およびカナダ)線を除いて、購入した免税品の機内持ち込みも可能である。

### ターミナル拡張

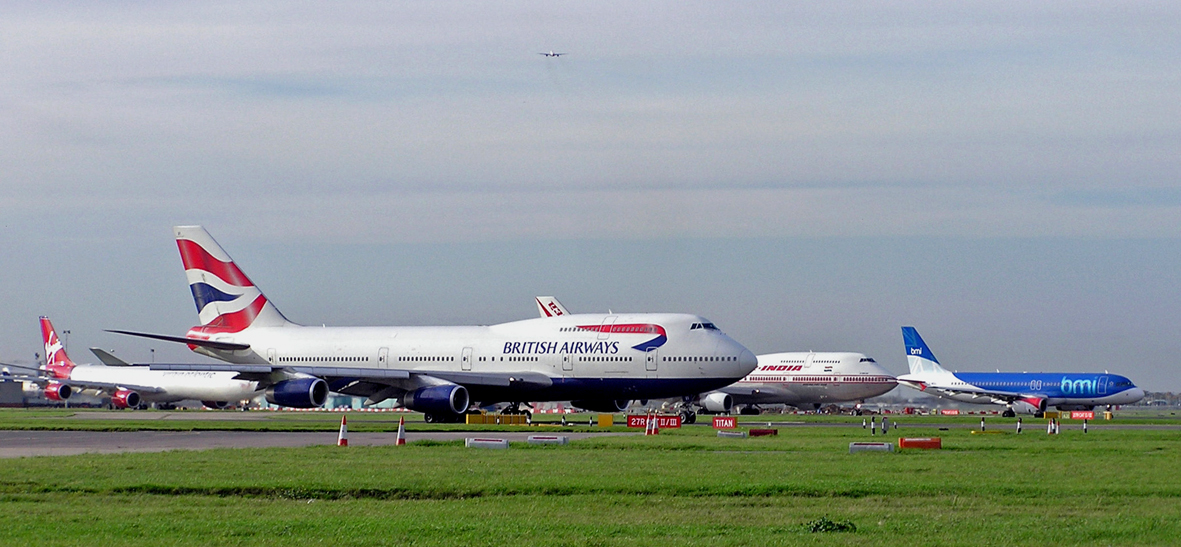
離陸待ちの列

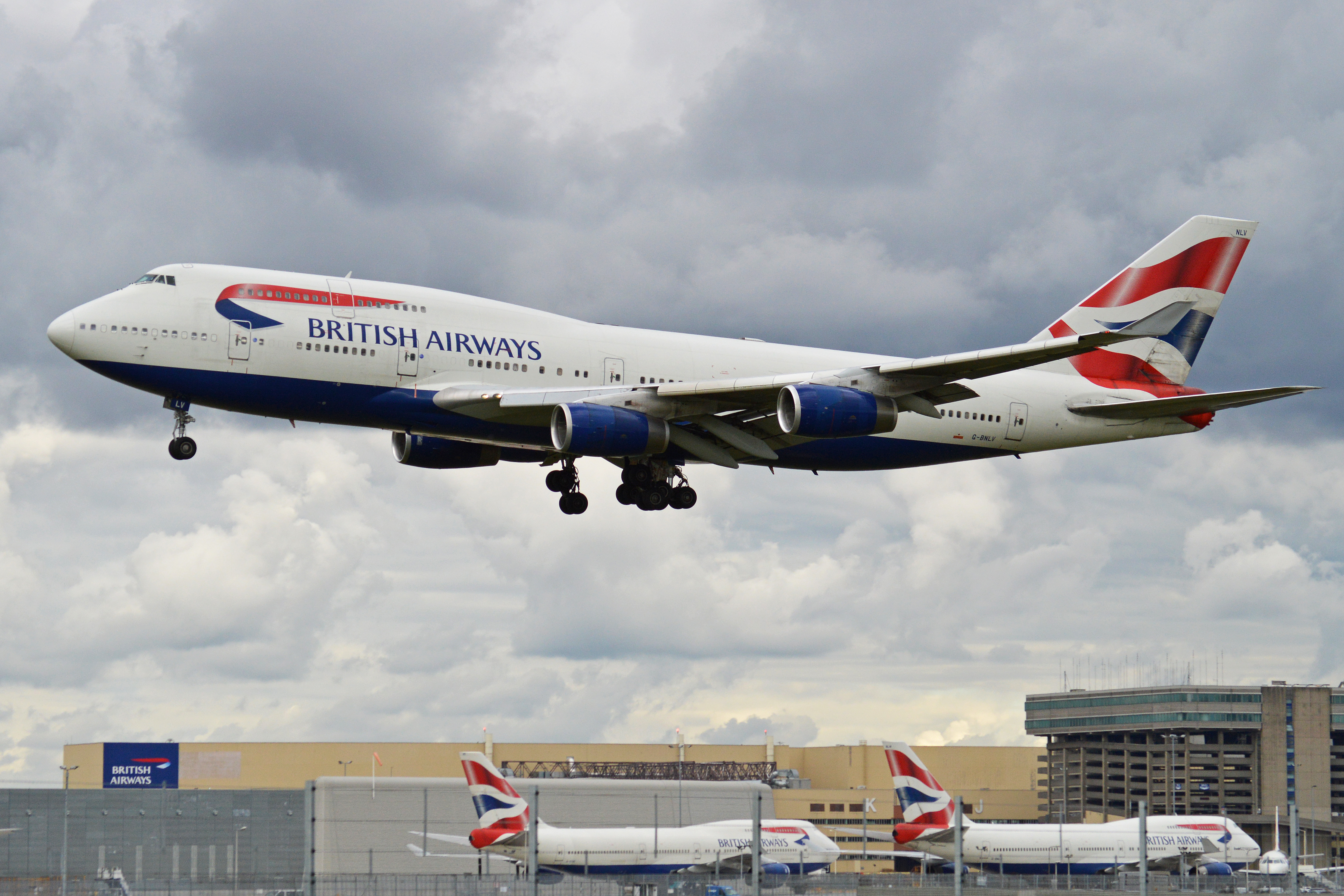
着陸する旅客機

相次ぐ増築のために旅客ターミナル内の混雑や荷物の紛失が慢性化したことや、さらなる乗り入れ便数の増加やエアバスA380の就航開始などにより、利用者増が見込まれたため、これまでの旅客ターミナルエリアから離れたA3044通り沿いにターミナル5（設計：リチャード・ロジャース）の新設が計画された。2008年3月27日には第1期工事 (Phase One)が完了し供用開始された。T5は3棟の建物で構成され、イギリス最大級の建築物となった。
その後ターミナル2の建て替えが計画された。ターミナル2の建て替え工事は2009年に開始し、2014年に第1期工事が完成した。ターミナル2 (T2)はエリザベス2世女王にちなんで「ザ・クイーンズ・ターミナル」という新名称になり、スターアライアンス専用ターミナルとなった。2015年のターミナル1閉鎖後に始まった第2期工事ではターミナル1 (T1)の跡地にターミナル2を拡張し、ターミナル2はT1を含んだ巨大ターミナルとなる。
この拡張計画に対し、長年ヒースローを発着する旅客機の騒音に悩まされてきた近隣住人や環境保護団体が反対し、大規模な抗議活動が繰り広げられたものの、最終的に拡張計画が承認された。

### 将来
2016年10月25日、3本目の滑走路の建設が政府から承認された。2,200 mの第3滑走路と第6ターミナル (T6)が建設される予定で、イギリス政府が正式に発表した。
2020年2月27日、控訴院は、政府は空港拡張方針を検討する際、パリ協定に基づく気候変動対策を考慮する義務があったが、それを怠ったと認定。拡張計画を違法と判断。第3滑走路建設反対派の勝訴とした。政府は上訴しないとした一方、空港側は上訴の意向を表明した。これに加えて、COVID19による旅客需要の減少も計画を遅らせる要因になっている。

## 就航航空会社
2024年4月現在。

### Terminal 1 (閉鎖)
2015年6月29日をもって閉鎖・解体となり、跡地はターミナル2の拡張用地となった。

### Terminal 2 (The Queen's Terminal)

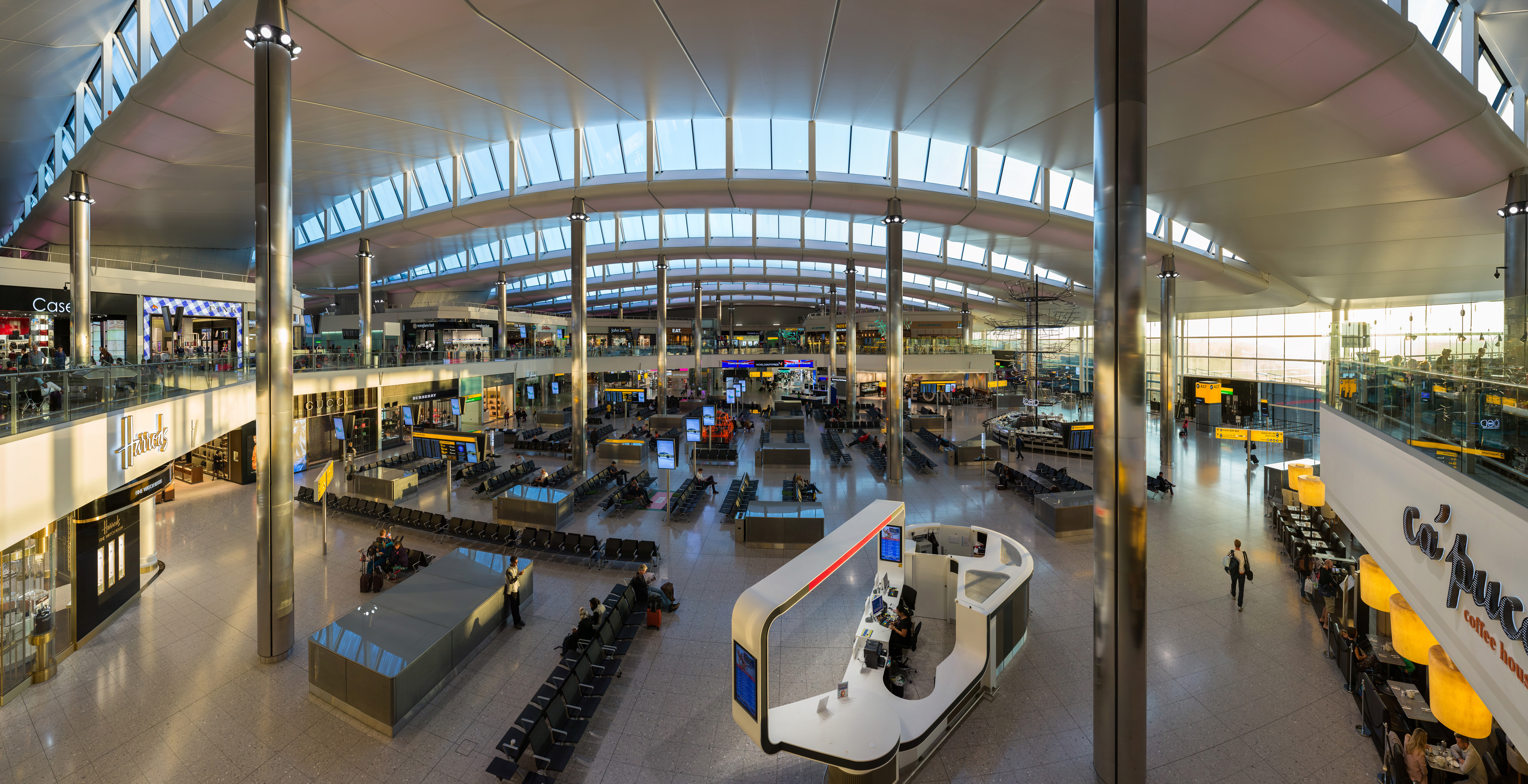
ターミナル2　出発ロビー

2014年6月に改装が完了した最新のターミナルであり、スターアライアンス加盟航空会社専用のターミナルでもある。正式名称は当時のイギリス女王エリザベス2世にちなんだ「The Queen's Terminal」。
※ ☆印はスターアライアンス加盟航空会社。
| 航空会社                    | 就航地 |
| --------------------------- | --- |
| エーゲ航空 ☆                | アテネ |
| エアリンガス                | コーク、ダブリン、ノック、シャノン                                                                        |
| エア・カナダ ☆              | カルガリー、ハリファックス、モントリオール/トルドー、トロント/ピアソン、バンクーバー 季節便: ムンバイ     |
| 中国国際航空 ☆              | 北京/首都、成都/天府                                                                                      |
| エア・インディア ☆          | デリー、ムンバイ                                                                                          |
| 全日本空輸 ☆                | 東京/羽田                                                                                                 |
| アシアナ航空 ☆              | ソウル/仁川                                                                                               |
| オーストリア航空 ☆          | ウィーン                                                                                                  |
| アビアンカ航空 ☆            | ボゴタ |
| 北京首都航空                | 青島 |
| ブリュッセル航空 ☆          | ブリュッセル                                                                                              |
| クロアチア航空 ☆            | ザグレブ 季節便: スプリット                                                                               |
| エジプト航空 ☆              | カイロ 季節便: ルクソール                                                                                 |
| エチオピア航空 ☆            | アディスアベバ                                                                                            |
| ユーロウイングス            | ケルン/ボン、デュッセルドルフ、ハンブルク、シュトゥットガルト                                             |
| エバー航空 ☆                | バンコク/スワンナプーム、台北/桃園                                                                        |
| アイスランド航空            | レイキャビク                                                                                              |
| ジェットブルー航空          | ボストン、ニューヨーク/JFK                                                                                |
| ローガンエアー              | ロンドンデリー、ダンディー、マン島、カークウォール、サンバラ                                              |
| LOTポーランド航空 ☆         | ワルシャワ/ショパン                                                                                       |
| ルフトハンザドイツ航空 ☆    | フランクフルト、ミュンヘン 季節便: ザルツブルク                                                           |
| スカンジナビア航空 ☆        | コペンハーゲン、オスロ、スタヴァンゲル、ストックホルム 季節便: ベルゲン（2024年06月27日運航開始予定）     |
| 深圳航空 ☆                  | 深圳 |
| シンガポール航空 ☆          | シンガポール                                                                                              |
| スイス国際航空 ☆            | ジュネーヴ、チューリッヒ                                                                                  |
| TAPポルトガル航空 ☆         | リスボン                                                                                                  |
| タイ国際航空 ☆              | バンコク/スワンナプーム                                                                                   |
| ターキッシュ エアラインズ ☆ | イスタンブール                                                                                            |
| ユナイテッド航空 ☆          | シカゴ/オヘア、デンバー、ヒューストン/IC、ロサンゼルス、ニューアーク、サンフランシスコ、ワシントン/ダレス |

### Terminal 3

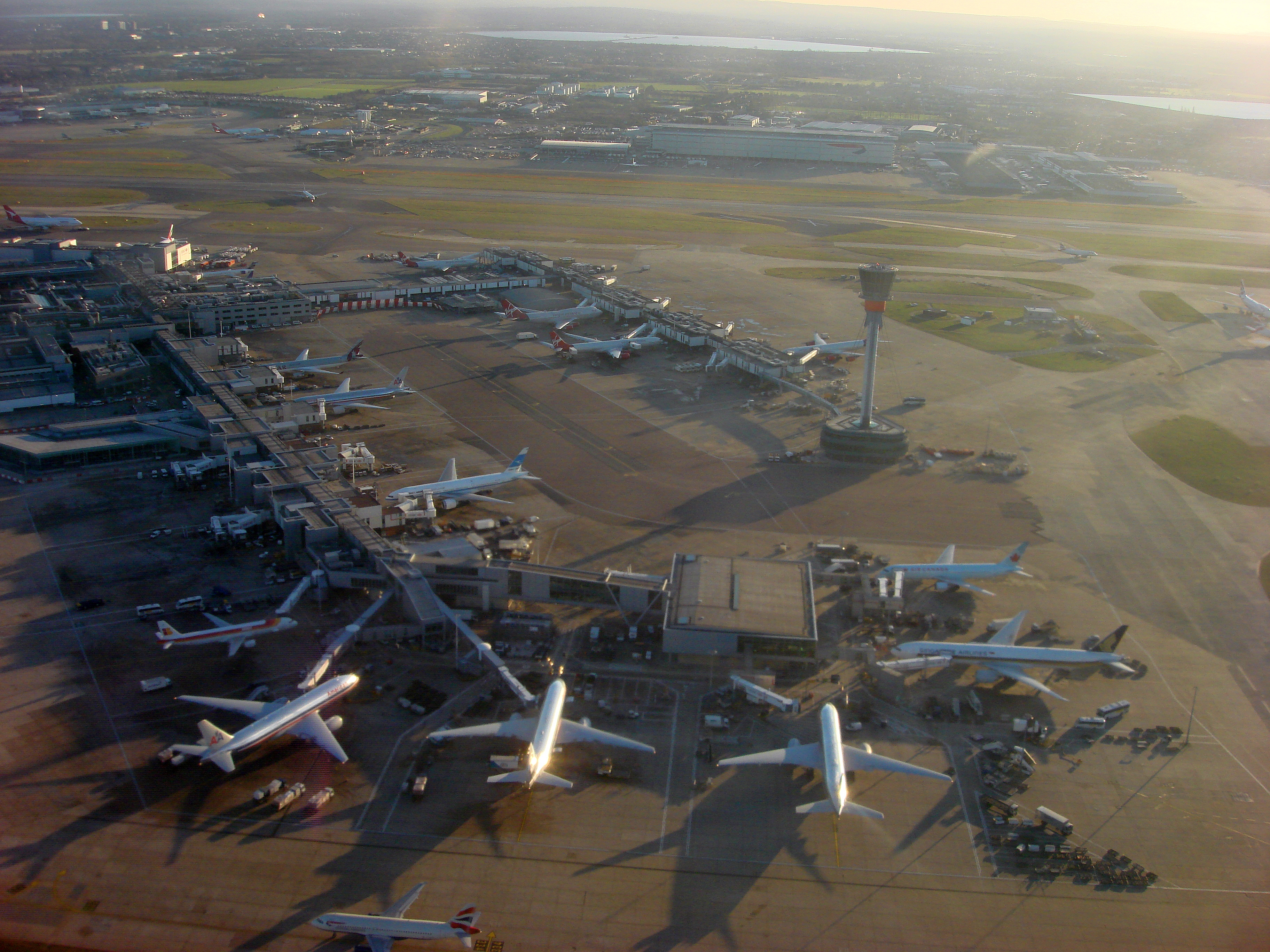
ターミナル3　外観

※ ◎印はワンワールド加盟航空会社、△印はスカイチーム加盟航空会社。太字は本空港を拠点とする航空会社。
なお、ブリティッシュ・エアウェイズに関してはT3/T5間で路線の移管が多く行われているため、本項では便宜上後述するターミナル5に統一して全路線を記す。
| 航空会社                           | 就航地 |
| ---------------------------------- | --- |
| アエロメヒコ航空 △                 | メキシコシティ |
| アメリカン航空 ◎                   | ボストン、シャーロット、シカゴ/オヘア、ダラス/フォートワース、ロサンゼルス、マイアミ、ニューヨーク/JFK、フィラデルフィア、フェニックス/スカイハーバー、ローリー/ダーラム |
| ブリティッシュ・エアウェイズ ◎     | （欧州近距離線の一部） 詳細はTerminal 5を参照 |
| キャセイパシフィック航空 ◎         | 香港 |
| チャイナエアライン △               | 台北/桃園 |
| デルタ航空 △                       | アトランタ、ボストン、デトロイト、ロサンゼルス、ミネアポリス、ニューヨーク/JFK、ソルトレークシティ、シアトル/タコマ |
| エミレーツ航空                     | ドバイ/国際 |
| フィンエアー ◎                     | ヘルシンキ |
| 海南航空                           | 長沙、海口 |
| イラン航空                         | テヘラン |
| 日本航空 ◎                         | 東京/羽田 |
| LATAM ブラジル                     | サンパウロ |
| ミドル・イースト航空 △             | ベイルート |
| カンタス航空 ◎                     | メルボルン（2024年07月14日運航終了予定）、パース、シンガポール、シドニー |
| ロイヤル・ヨルダン航空 ◎           | アンマン |
| スリランカ航空 ◎                   | コロンボ |
| 天津航空                           | 重慶、天津、西安 |
| ヴァージン・アトランティック航空 △ | アンティグア、アトランタ、バンガロール、バルバドス、ボストン、デリー、グレナダ、ヨハネスブルク、ラゴス、ラスベガス、ロサンゼルス、マイアミ、モンテゴ・ベイ、ムンバイ、ナッソー、ニューヨーク/JFK、オーランド、プロビデンシャレス、サンフランシスコ、シアトル/タコマ、上海/浦東、セント・ヴィンセント、タンパ、テルアビブ、ワシントン/ダレス 季節便: ケープタウン、ドバイ/国際、マレ、セントルシア |
| ビスタラ                           | デリー、ムンバイ |

### Terminal 4

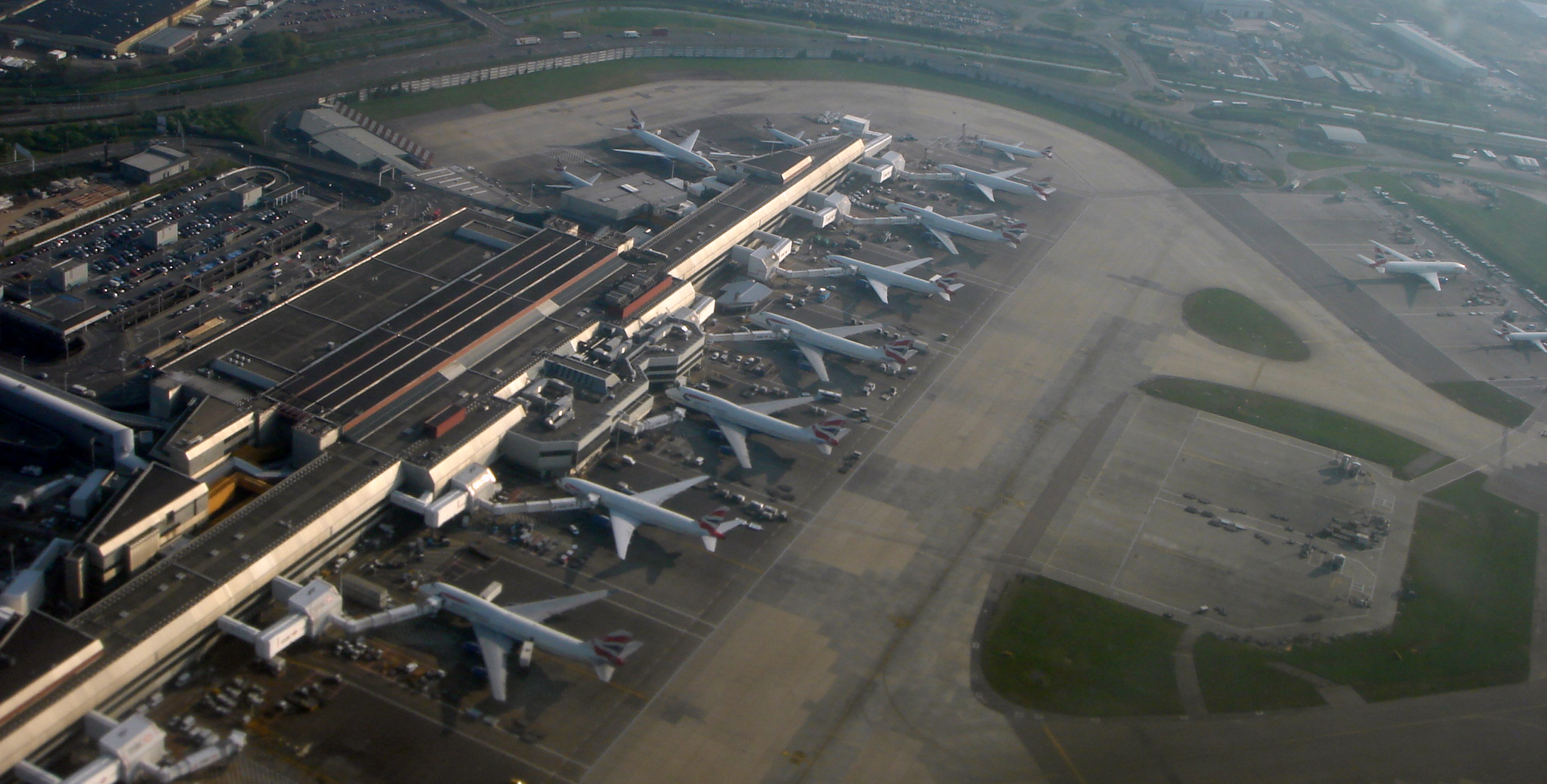
ターミナル4　外観

※ ◎印はワンワールド加盟航空会社、△印はスカイチーム加盟航空会社。
| 航空会社                     | 就航地                            |
| ---------------------------- | --------------------------------- |
| アルジェリア航空             | アルジェ                          |
| エア・アスタナ               | アクタウ、アルマトイ              |
| エールフランス △             | ニース、パリ/ド・ゴール           |
| エア・セルビア               | ベオグラード                      |
| アゼルバイジャン航空         | バクー                            |
| ビーマン・バングラデシュ航空 | ダッカ、シレット                  |
| ブルガリア航空               | ソフィア                          |
| 中国東方航空 △               | 上海/浦東                         |
| 中国南方航空                 | 北京/大興、広州、武漢             |
| エル・アル航空               | テルアビブ                        |
| エティハド航空               | アブダビ                          |
| ガルフ・エア                 | バーレーン                        |
| ケニア航空 △                 | ナイロビ                          |
| KLMオランダ航空 △            | アムステルダム                    |
| KMマルタ航空                 | マルタ                            |
| 大韓航空 △                   | ソウル/仁川                       |
| クウェート航空               | クウェートシティ                  |
| マレーシア航空 ◎             | クアラルンプール                  |
| オマーン・エア (◎)           | マスカット                        |
| カタール航空 ◎               | ドーハ                            |
| ロイヤル・エア・モロッコ ◎   | カサブランカ                      |
| ロイヤルブルネイ航空         | バンダルスリブガワン、ドバイ/国際 |
| ルワンダ航空                 | キガリ                            |
| サウディア △                 | ジェッダ、ネオム・ベイ、リヤド    |
| タロム航空 △                 | ブカレスト                        |
| チュニスエア                 | チュニス                          |
| トルクメニスタン航空         | アシガバット                      |
| ウズベキスタン航空           | タシケント                        |
| ベトナム航空 △               | ハノイ、ホーチミンシティ          |
| ブエリング航空               | バルセロナ、パリ/オルリー         |
| ウエストジェット航空         | カルガリー                        |

### Terminal 5

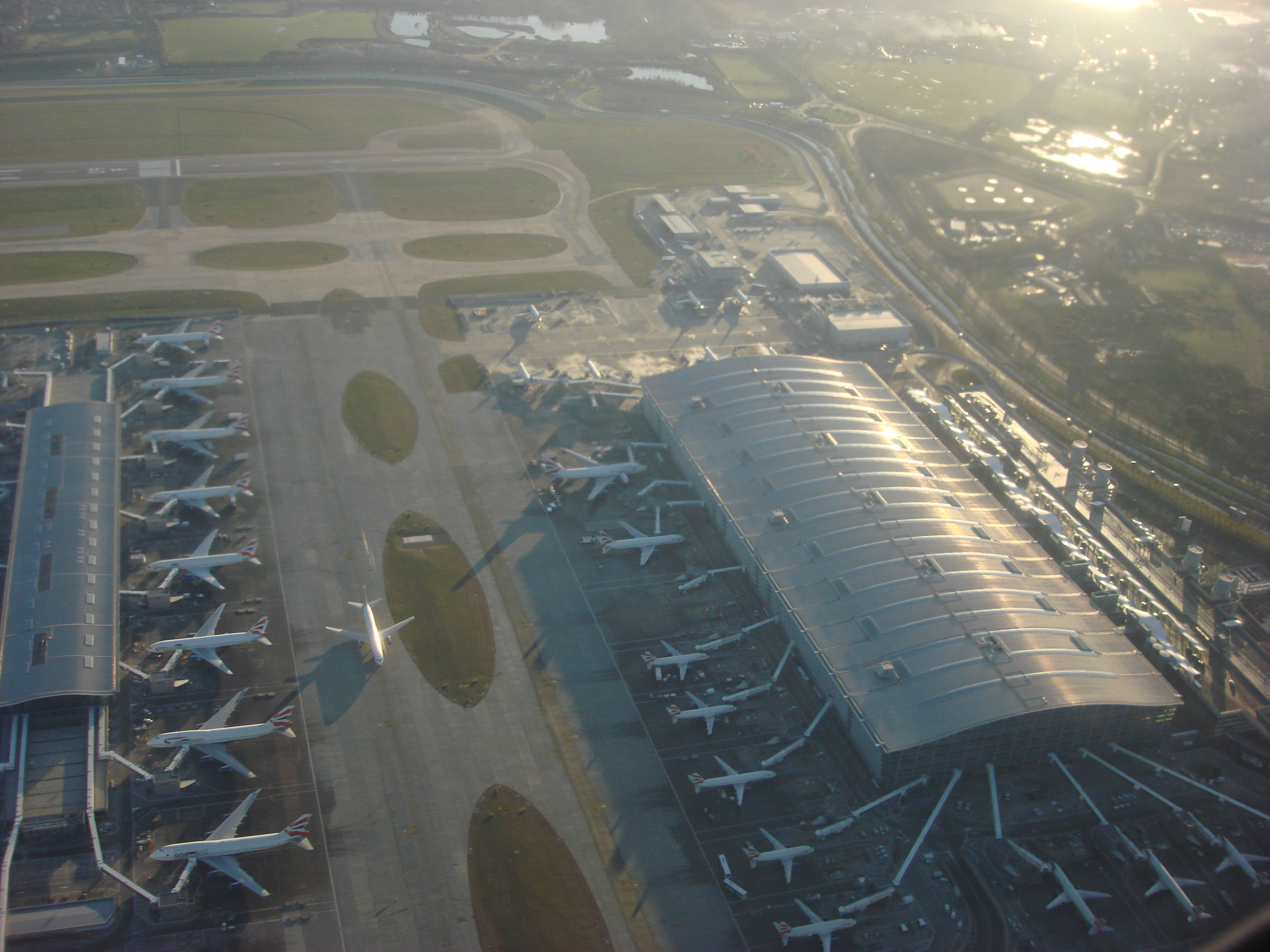
ターミナル5

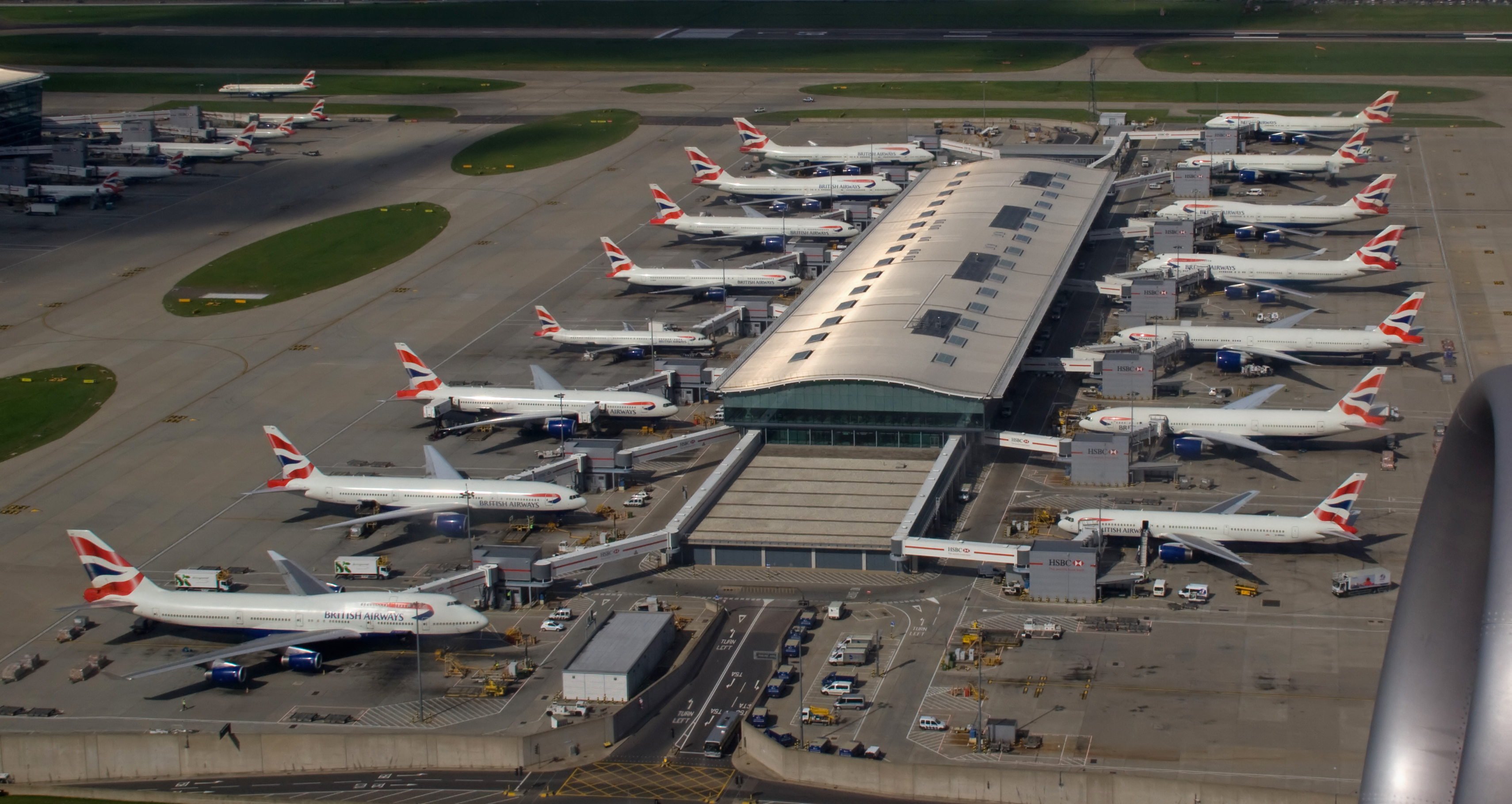
ターミナル5 サテライト

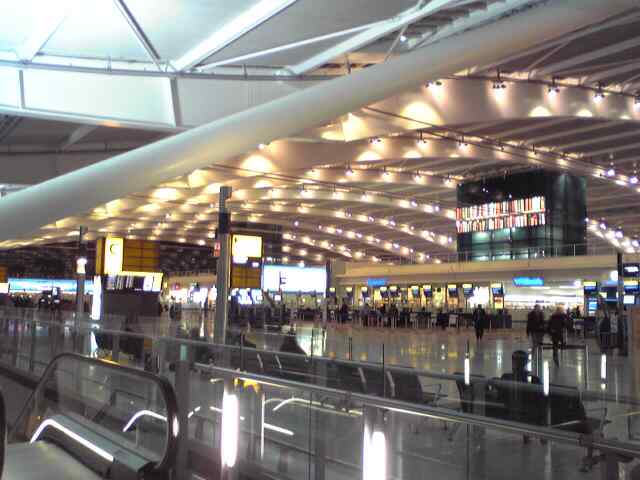
ターミナル5 内部

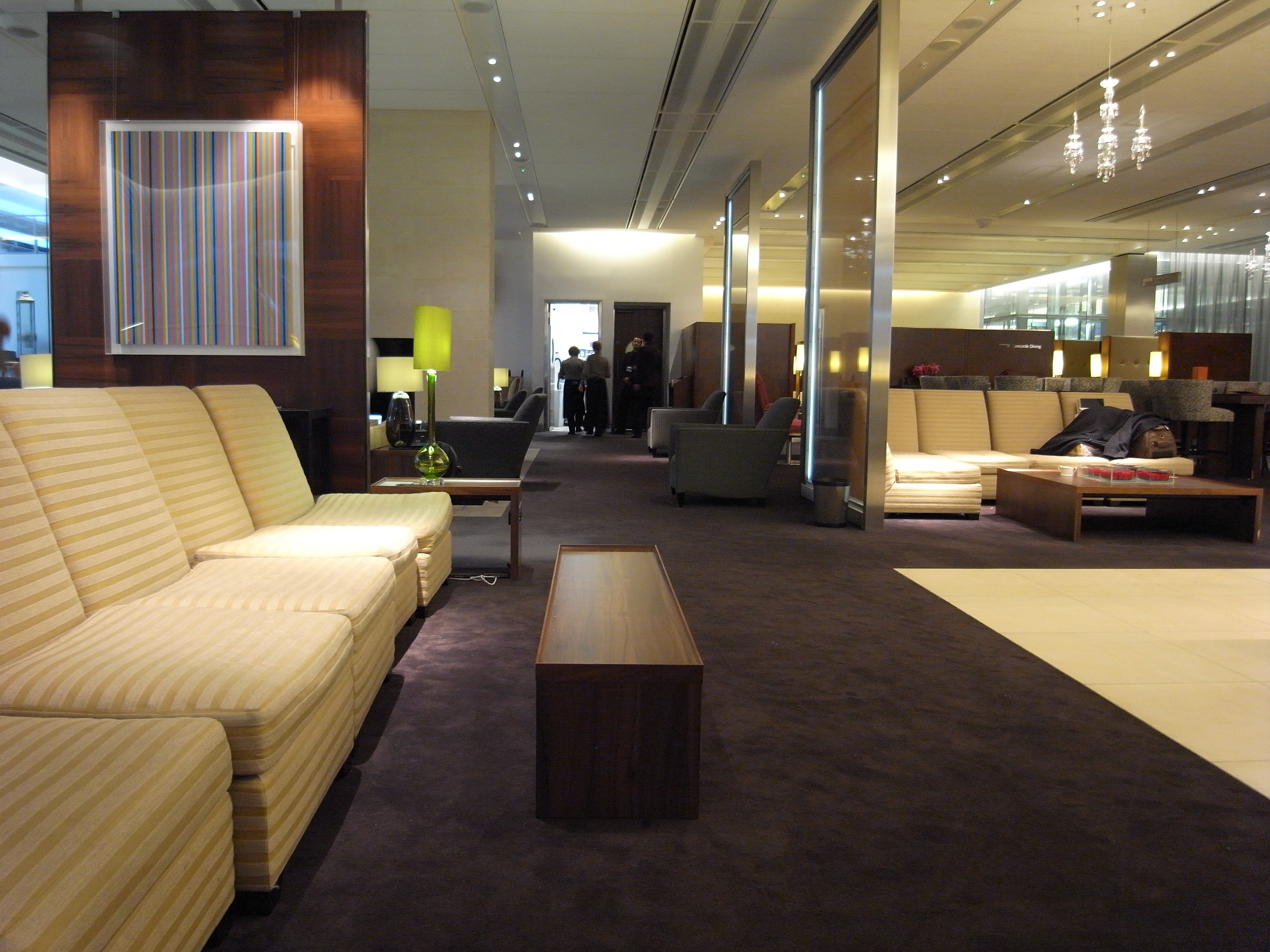
BAファーストクラス専用ラウンジ『コンコルド・ルーム』

※ ◎印はワンワールド加盟航空会社。太字は本空港を拠点とする航空会社。
なお、ブリティッシュ・エアウェイズに関してはT3/T5間で路線の移管が多く行われているため、本項では便宜上ターミナル5に統一して全路線を記す。
| 航空会社                                      | 就航地 |
| --------------------------------------------- | --- |
| ブリティッシュ・エアウェイズ ◎ （通年運航便） | （Terminal 3発着路線も表記） 英国国内線: アバディーン、ベルファスト/シティ、エディンバラ、ジブラルタル、グラスゴー、インヴァネス、ジャージー、マンチェスター、ニューカッスル 欧州: アムステルダム、アテネ、バルセロナ、バーゼル/ミュールーズ、ベオグラード、ベルリン、ビルン、ボローニャ、ブリュッセル、ブカレスト、ブダペスト、コペンハーゲン、ケルン/ボン、ダブリン、デュッセルドルフ、フランクフルト、フンシャル（2024年10月26日運航終了予定）、ジュネーヴ、ヨーテボリ、ハンブルク、ハノーファー、クラクフ、ラルナカ、リスボン、リュブリャナ、ルクセンブルク、リヨン、マドリード、マラガ、マルセイユ、ミラノ/リナーテ、ミラノ/マルペンサ、ミュンヘン、ナポリ、ニース、オスロ、パリ/ド・ゴール、ピサ、プラハ、レイキャビク、リガ、ローマ/フィウミチーノ、ソフィア、ストックホルム、シュトゥットガルト、テネリフェ/スール、ティラナ、トゥールーズ、バレンシア、ヴェネツィア、ウィーン、ワルシャワ/ショパン、ザグレブ、チューリッヒ アフリカ: アブジャ、アクラ、カイロ、ケープタウン、ヨハネスブルグ、ラゴス、マラケシュ、ナイロビ 中東: アブダビ、アンマン、バーレーン、ドーハ、ドバイ/国際、イスタンブール、イスタンブール/サビハ・ギョクチェン、クウェートシティ、リヤド、テルアビブ アジア: バンガロール、北京/大興、チェンナイ、デリー、香港、ハイデラバード、イスラマバード（2024年10月26日運航終了予定）、クアラルンプール（2024年11月10日運航再開予定）、マレ、ムンバイ、シンガポール、東京/羽田 南北アメリカ: アトランタ、オースティン、ボルティモア、バルバドス、バミューダ、ボストン、ブエノスアイレス、シカゴ/オヘア、シンシナティ、ダラス/フォートワース、デンバー、グランド・ケイマン、ヒューストン、ラスベガス、ロサンゼルス、メキシコシティ、マイアミ、モントリオール/トルドー、ナッシュビル、ナッソー、ニューアーク、ニューオーリンズ、ニューヨーク/JFK、フィラデルフィア、フェニックス/スカイハーバー、ピッツバーグ、ポートランド、プロビデンシャレス、リオデジャネイロ、サンディエゴ、サンフランシスコ、サンティアゴ、サンパウロ、シアトル/タコマ、トロント/ピアソン、バンクーバー、ワシントン/ダレス オセアニア: シドニー |
| ブリティッシュ・エアウェイズ ◎ （季節運航便） | （Terminal 3発着路線も表記） 欧州: ブリンディジ、ハニア、コルフ島、ドゥブロブニク、ファロ、フィガリ、フィレンツェ、グルノーブル、イラクリオン、イビサ、インスブルック、カラマタ、ケファロニア、コス島、ミコノス島、オルビア、パレルモ、パルマ・デ・マヨルカ、パフォス、ペルージャ、ポンタ・デルガダ、プレヴェザ、プーラ、ロドス、ザルツブルク、サントリーニ、スプリット、テッサロニキ、トリノ、ザキントス 中東: ボドルム、ダラマン、イズミル（2024年05月18日運航開始予定） |
| イベリア航空 ◎                                | マドリード |

### 貨物便
※ △印はスカイチーム・カーゴ加盟航空会社。
| 航空会社                   | 就航地 |
| -------------------------- | --- |
| アエロトランスカーゴ       | アスタナ、香港 |
| キャセイパシフィックカーゴ | ドバイ/マクトゥーム、香港、パリ/ド・ゴール                                                                            |
| DHLアビエーション          | アムステルダム、ブリュッセル、シンシナティ、ケルン/ボン、フランクフルト、ライプツィヒ/ハレ、ミラノ/マルペンサ、ポルト |
| エミレーツ・スカイカーゴ   | ドバイ/マクトゥーム、フランクフルト                                                                                   |
| 大韓航空カーゴ △           | フランクフルト、パリ/ド・ゴール、ソウル/仁川                                                                          |
| ルフトハンザ・カーゴ       | フランクフルト |
| ワン・エア                 | 済南 |
| カタール航空カーゴ         | バーゼル/ミュールーズ、ドーハ、ミュンヘン                                                                             |
| シンガポール航空カーゴ     | アムステルダム、シャールジャ、シンガポール                                                                            |
| ターキッシュ・カーゴ       | イスタンブール |

## コンコルド

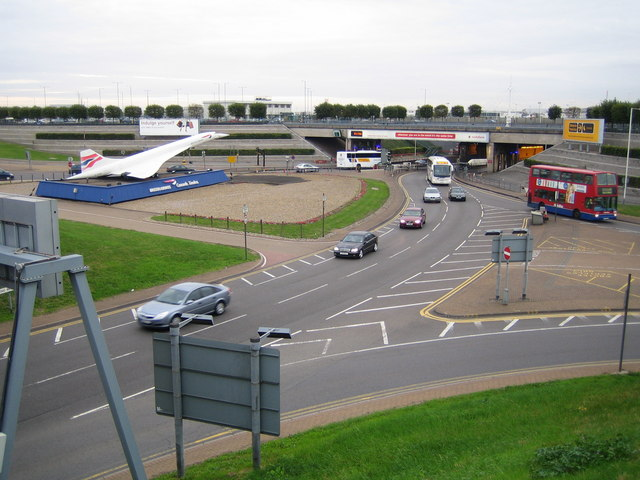
かつてヒースロー空港の近所に展示されていたコンコルドの模型（画像の左上）

ヒースロー空港の滑走路（ランウェイ27L） の脇には、かつてこの空港をハブにするブリティッシュ・エアウェイズが所有していた、超音速旅客機のコンコルドの機体が、現在も保存されて駐機している。ただしこれは、展示されているものではない。また、以前は空港付近を走る道路の脇にも、コンコルドの大型模型が展示されていたが、現在はエミレーツ航空機（エアバスA380）の模型に置き換えられた。

## ロンドン市内へのアクセス

### 鉄道

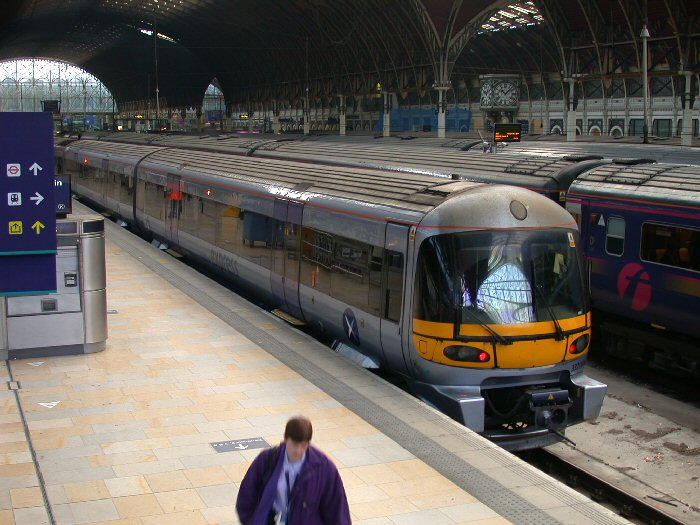
ヒースローエクスプレス（パディントン駅）

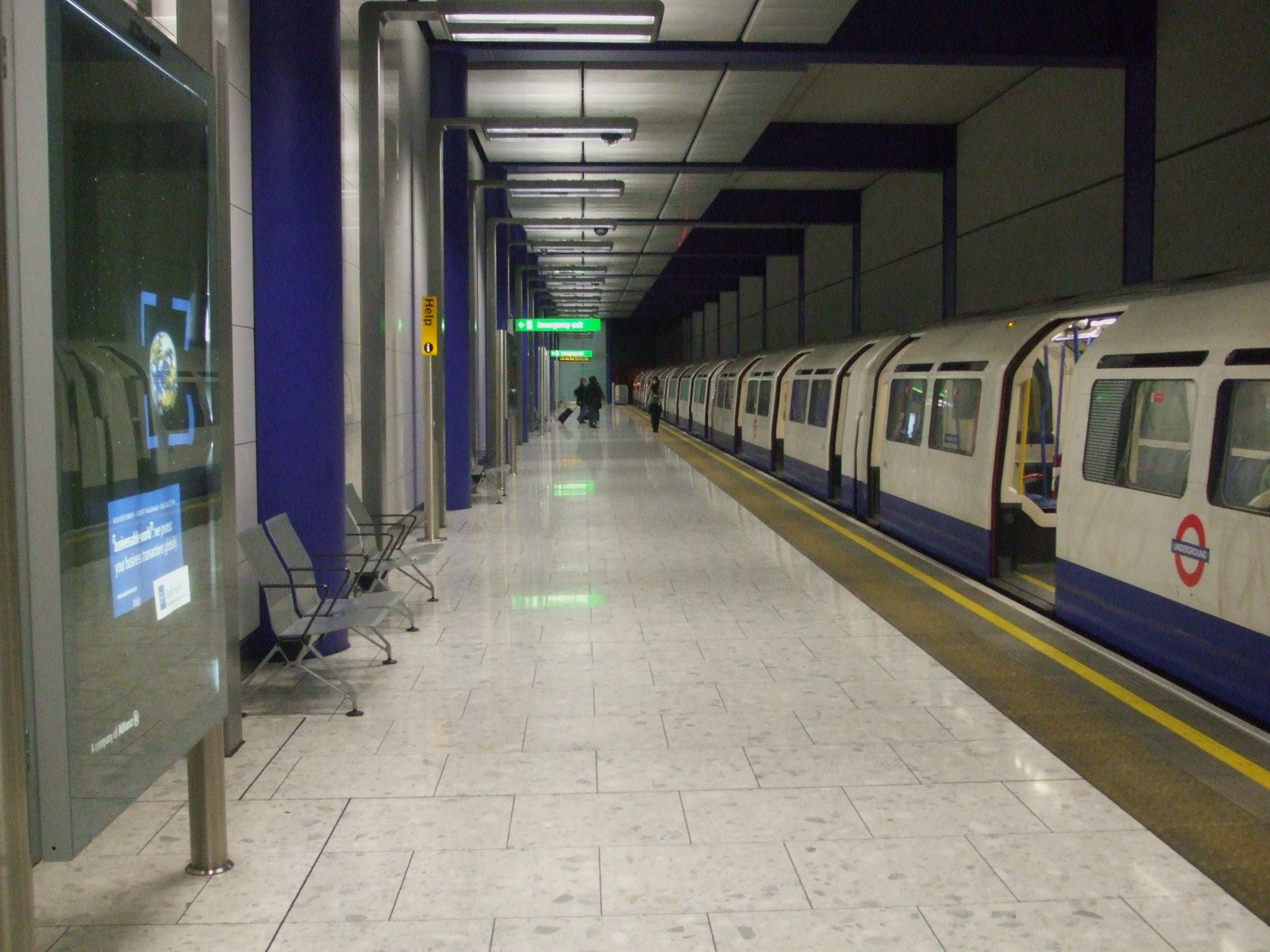
ヒースロー・ターミナル5駅

空港内には、ヒースロー・エクスプレス、クロスレール（エリザベス線）（ともに空港アクセス列車）、ロンドン地下鉄ピカデリー線の列車が発着する。
- ターミナル2～3には、ヒースロー・ターミナルズ2,3駅（ヒースロー・エクスプレス、クロスレール（エリザベス線）、地下鉄）
- ターミナル4には、ヒースロー・ターミナル4駅 (BAA)（クロスレール（エリザベス線）が始終着）およびヒースロー・ターミナル4駅（地下鉄）
- ターミナル5には、ヒースロー・ターミナル5駅（ヒースロー・エクスプレス、クロスレール（エリザベス線）が始終着、地下鉄）

ヒースロー・エクスプレスはロンドン中心部のパディントン駅から15分間隔で運行されており、途中ノンストップで所要15分（運賃：Express Class 22ポンド(2020年1月現在)）。
クロスレール（エリザベス線）は15分間隔で運行され、パディントン駅まで途中のほとんどの駅に停車し所要25分。リバプール駅へは所要40分。ヒースロー・エクスプレスよりも運賃が安い。
ロンドン地下鉄ピカデリー線は所要約1時間、5分間隔（運賃：6ポンド）。なお、ヒースロー・コネクトのヒースロー・セントラル駅～ターミナル4駅の間は無料で乗車できる。ヒースロー・エクスプレスのヒースロー・セントラル駅～ターミナル５駅間も無料である。

### タクシー

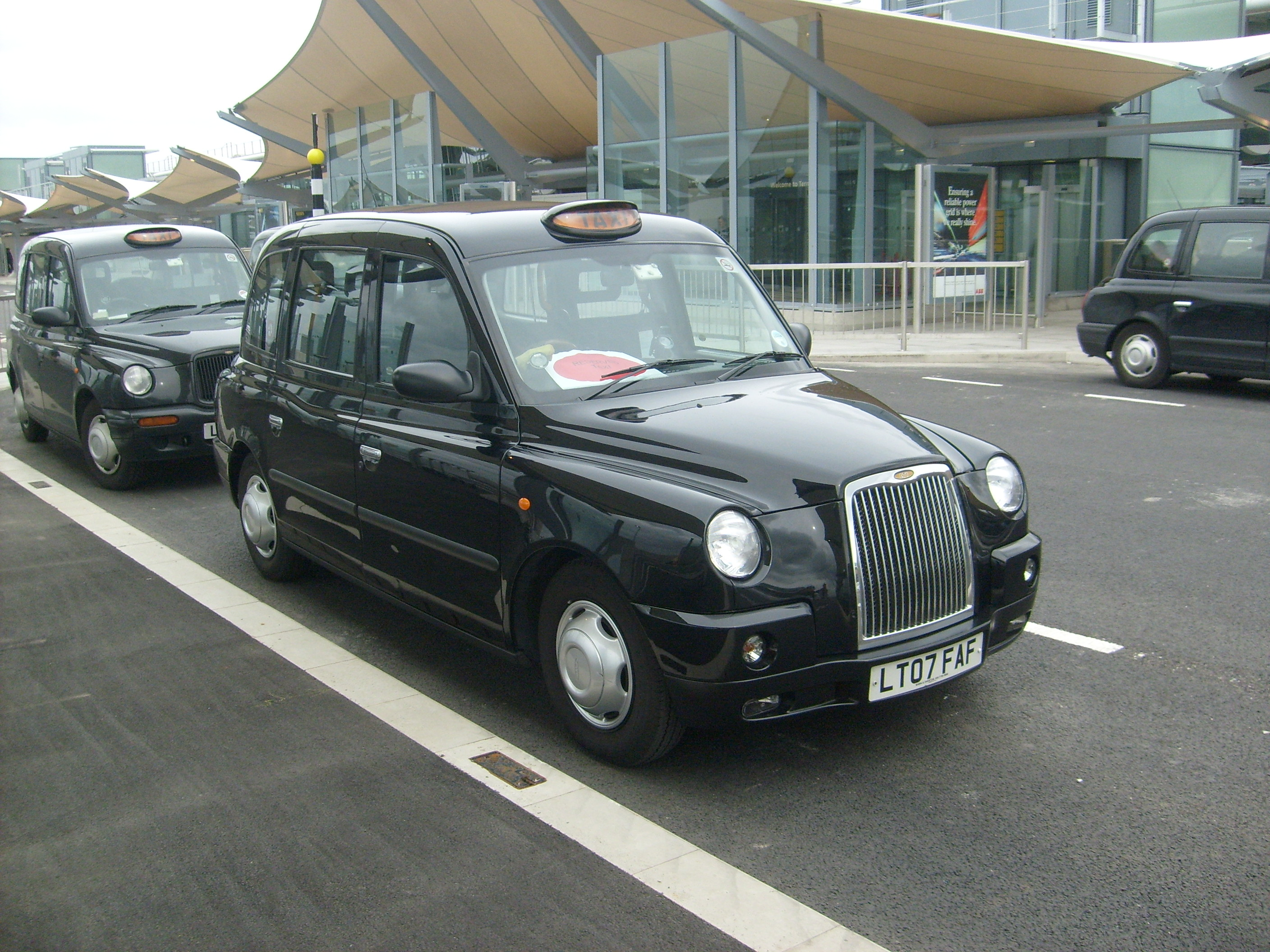
ロンドンタクシー

ロンドンタクシーがヒースロー空港の各ターミナルの乗り場に待機している。

### バス
各ターミナルからロンドン市内の主要エリアやホテル、駅、ガトウィック空港、シティ空港、ルートン空港、スタンステッド空港のロンドンの各空港へのバス路線が運行されている。

### 自家用車・レンタカー

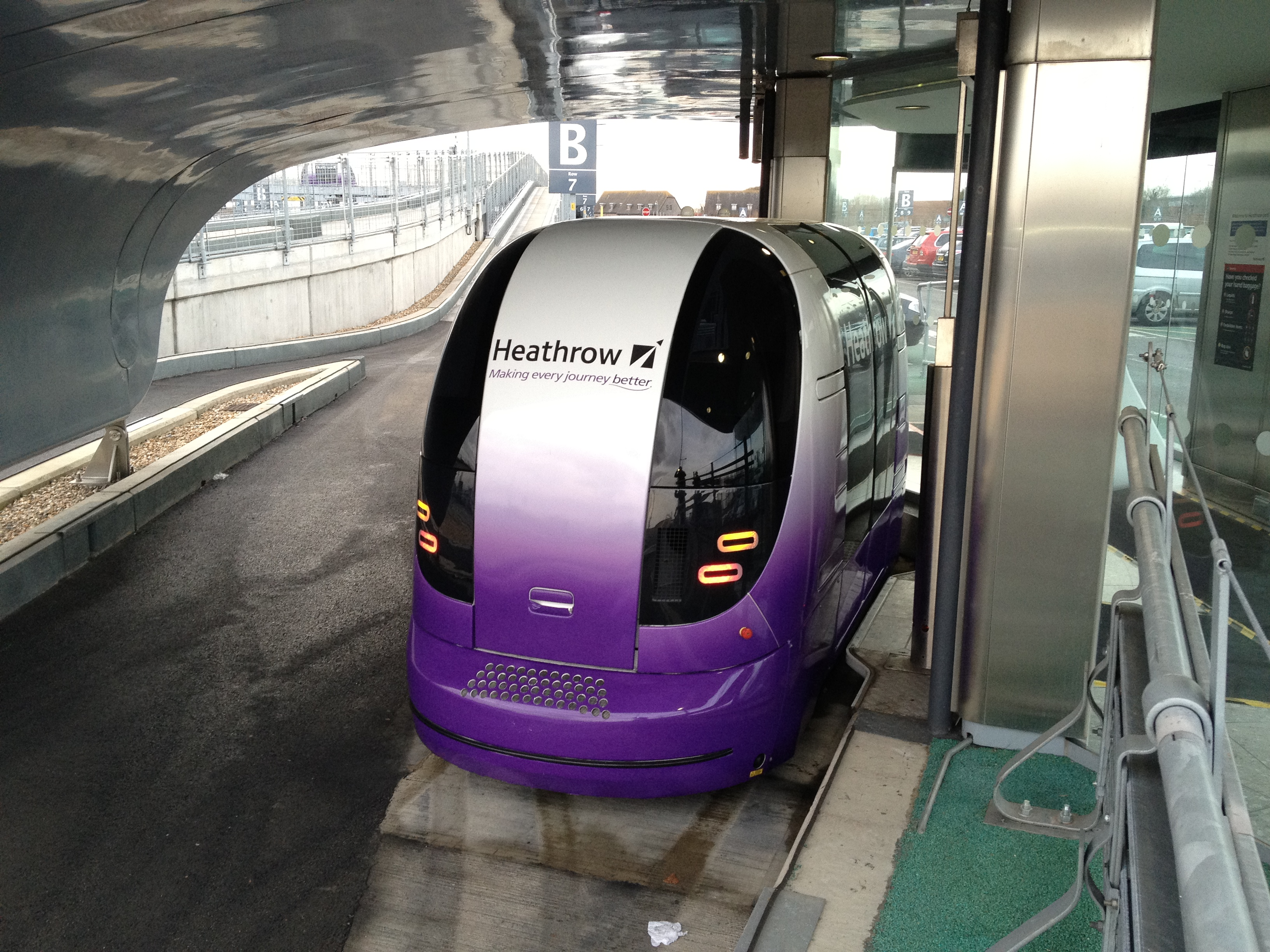
ヒースロー空港で稼働するヒースローポッド

各ターミナルには駐車場が完備されている。また、エイビスやハーツ、バジェットなどの主要レンタカー会社のカウンターが各ターミナル内にある。
ターミナル5から駐車場までは3km以上の距離があるため、ヒースローポッドと呼ばれる新交通システムが整備されている。4人乗りの小型車両は、随時運行されており、約3.8kmの距離を約5分で結ぶ。

## 飲食施設
各ターミナルには、スターバックスやYo! Sushiなどの軽食やファストフード店を中心に、様々な料理のレストランやバー、パブが営業している。出国手続き後には免税店もある。

## 宿泊施設
空港敷地内にヒルトンとヨーテル（ターミナル4）、ソフィテル（ターミナル5）の各ホテルがある他、空港周辺にはホリデイ・インやシェラトン、マリオットなどの国際チェーンの高級ホテルからB&B（ベッド・アンド・ブレックファスト）まで多数の宿泊施設がある。

## 映画
当空港を舞台にした映画が数本撮影されている。
- 予期せぬ出来事 （1963年）
- ラブ・アクチュアリー（2004年）

## 事故・事件
- en:1950 Heathrow BEA Vickers Viking crash
- en:BOAC Flight 712
- en:1968 Heathrow BKS Air Transport Airspeed Ambassador crash
- en:1984 Heathrow Airport bombing
- ブリティッシュ・エアウェイズ38便事故